# 耶利馬內
15°07′05″N 10°34′19″W / 15.118°N 10.572°W
耶利馬內（法語：Yélimané），是馬里的城鎮，位於該國西部，由卡伊區負責管轄，是耶利馬內省的首府，1985年與法國的蒙特勒伊成為友好城市，鎮上設有機場，2002年該鎮人口2,928。